# Kauko Rastas
Kauko Jaakko Rastas, född 4 november 1925 i Rautus, död 7 mars 2007 i Ekenäs, var en finländsk industriman.
Rastas blev diplomingenjör 1950, var teknisk direktör vid en ingenjörsbyrå 1952–1964 och verkställande direktör för byggnadsföretaget Polar-rakennus Oy 1964–1983. Han utsågs 1972 till styrelseordförande i Finn-stroi Oy, som tack vare sina stora byggnadsprojekt i Sovjetunionen i många år varit ett av landets största företag i branschen. Han tilldelades bergsråds titel 1974 och teknologie hedersdoktor 1981.

## Utmärkelser
- Riddartecknet av I klass av Finlands Vita Ros’ orden,  1969[1]
- Kommendörstecknet av Finlands Vita Ros’ orden,  1979[1]
- Kommendörstecknet av I klass av Finlands Lejons orden,  1986[1]
- Gränsbevakningsväsendets förtjänstkors,  1989[2]
- 3. klasse av Folkerepublikken Polens fortjenstorden[3]

[Redigera Wikidata]